# Batilly (Meurthe-et-Moselle)
Batilly település Franciaországban, Meurthe-et-Moselle megyében. Lakosainak száma 1315 fő (2022. január 1.). Batilly Sainte-Marie-aux-Chênes, Jouaville, Moineville és Saint-Ail községekkel határos.

## Népesség
A település népességének változása:
| Lakosok száma | 1042 | 1090 | 1130 | 1297 | 1252 | 1249 | 1261 | 1277 | 1284 | 1315 |
|               | 1968 | 1982 | 1999 | 2006 | 2011 | 2015 | 2017 | 2018 | 2020 | 2022 |